# Silver Bay
Silver Bay é uma cidade localizada no estado americano de Minnesota, no Condado de Lake.

## Demografia
Segundo o censo americano de 2000, a sua população era de 2068 habitantes.
Em 2006, foi estimada uma população de 1929, um decréscimo de 139 (-6.7%).

## Geografia
De acordo com o United States Census Bureau tem uma área de
21,2 km², dos quais 20,0 km² cobertos por terra e 1,2 km² cobertos por água. Silver Bay localiza-se a aproximadamente 390 m acima do nível do mar.

## Localidades na vizinhança
O diagrama seguinte representa as localidades num raio de 64 km ao redor de Silver Bay.